# Canton d'Amiens-4
Le canton d'Amiens-4 est une circonscription électorale française du département de la Somme.

## Histoire
Un nouveau découpage territorial de la Somme entre en vigueur à l'occasion des premières élections départementales suivant le décret du 26 février 2014. Les conseillers départementaux sont, à compter de ces élections, élus au scrutin majoritaire binominal mixte. Les électeurs de chaque canton élisent au Conseil départemental, nouvelle appellation du Conseil général, deux membres de sexe différent, qui se présentent en binôme de candidats. Les conseillers départementaux sont élus pour 6 ans au scrutin binominal majoritaire à deux tours, l'accès au second tour nécessitant 12,5 % des inscrits au 1er tour. En outre la totalité des conseillers départementaux est renouvelée. Ce nouveau mode de scrutin nécessite un redécoupage des cantons dont le nombre est divisé par deux avec arrondi à l'unité impaire supérieure si ce nombre n'est pas entier impair, assorti de conditions de seuils minimaux. Dans la Somme, le nombre de cantons passe ainsi de 46 à 23.
Le canton d'Amiens-4 est formé de communes des anciens cantons de Boves (4 communes), d'Amiens 4e (Est) (1 commune) et de Corbie (1 commune) et d'une fraction de la commune d'Amiens. Il est entièrement inclus dans l'arrondissement d'Amiens. Le bureau centralisateur est situé à Amiens.

## Représentation
| Période élective | Période élective | Mandat | Mandat | Identité                | Nuance | Nuance | Qualité |
| ---------------- | ---------------- | ------ | ------ | ----------------------- | ------ | ------ | --- |
| 2015             | 2021             | 2015   | 2021   | Nathalie Marchand       |        | PCF    | Adjoint des cadres hospitaliers dans la fonction publique hospitalière Conseillère municipale de Longueau                           |
| 2015             | 2021             | 2015   | 2021   | Jean-Louis Piot         |        | PS     | Ancien gestionnaire d'établissement public Adjoint au maire de Camon Ancien conseiller général du Canton d'Amiens-4-Est (2004-2015) |
| 2021             | 2022             | 2021   | 2021   | Jean-Louis Piot         |        | PS     | Ancien gestionnaire d'établissement public Adjoint au maire de Camon Conseiller sortant                                             |
| 2021             | 2022             | 2021   | 2021   | Guillemette Quiquempois |        | PCF    | Assistante sociale, militante syndicale                                                                                             |
| 2022             | 2028             | 2022   | 2028   | Jean-Louis Piot         |        | PS     | Ancien gestionnaire d'établissement public Adjoint au maire de Camon Conseiller sortant                                             |
| 2022             | 2028             | 2022   | 2028   | Guillemette Quiquempois |        | PCF    | Assistante sociale, militante syndicale Conseillère sortante                                                                        |

### Résultats détaillés

#### Élections de mars 2015
| Candidats            | Candidats           | Partis      | Partis      | Premier tour | Premier tour | Second tour | Second tour |
| Candidats            | Candidats           | Partis      | Partis      | Voix         | %            | Voix        | %           |
| -------------------- | ------------------- | ----------- | ----------- | ------------ | ------------ | ----------- | ----------- |
| 1                    | Éliane Grocaut      |             | FN          | 2 362        | 29,40        | 3 125       | 40,21       |
| 1                    | Karim Séry          |             | FN          | 2 362        | 29,40        | 3 125       | 40,21       |
| 2                    | Nathalie Marchand   |             | PCF         | 2 227        | 27,72        | 4 647       | 59,79       |
| 2                    | Jean-Louis Piot*    |             | PS          | 2 227        | 27,72        | 4 647       | 59,79       |
| 3                    | Éric Guéant         |             | UDI         | 1 881        | 23,41        |             |             |
| 3                    | Mathilde Roy        |             | UDI         | 1 881        | 23,41        |             |             |
| 4                    | Isabelle Demaison*  |             | FG (DVG)    | 979          | 12,18        |             |             |
| 4                    | Patrick Le Scouëzec |             | FG (COM)    | 979          | 12,18        |             |             |
| 5                    | Sylvie Porquet      |             | MRC         | 586          | 7,29         |             |             |
| 5                    | Régis Richard       |             | MRC         | 586          | 7,29         |             |             |
|                      |                     |             |             |              |              |             |             |
| Inscrits             | Inscrits            | Inscrits    | Inscrits    | 16 936       | 100,00       | 16 933      | 100,00      |
| Abstentions          | Abstentions         | Abstentions | Abstentions | 8 470        | 50,01        | 8 253       | 48,74       |
| Votants              | Votants             | Votants     | Votants     | 8 466        | 49,99        | 8 680       | 51,26       |
| Blancs               | Blancs              | Blancs      | Blancs      | 289          | 3,41         | 681         | 7,85        |
| Nuls                 | Nuls                | Nuls        | Nuls        | 142          | 1,68         | 227         | 2,62        |
| Exprimés             | Exprimés            | Exprimés    | Exprimés    | 8 035        | 94,91        | 7 772       | 89,54       |
| * conseiller sortant |                     |             |             |              |              |             |             |

#### Élections de juin 2021
Le premier tour des élections départementales de 2021 est marqué par un très faible taux de participation (33,26 % au niveau national). Dans le canton d'Amiens-4, ce taux de participation est de 32,56 % (5 536 votants sur 17 005 inscrits) contre 36,82 % au niveau départemental. À l'issue de ce premier tour, deux binômes sont en ballottage : Éric Gueant et Isabelle Savariego (Union au centre et à droite, 32,56 %) et Jean-Louis Piot et Guillemette Quiquempois (Union à gauche avec des écologistes, 30,22 %).
Le second tour des élections est marqué une nouvelle fois par une abstention massive équivalente au premier tour. Les taux de participation sont de 34,36 % au niveau national, 36,7 % dans le département et 33,57 % dans le canton d'Amiens-4. Jean-Louis Piot et Guillemette Quiquempois (Union à gauche avec des écologistes) sont élus avec 50,02 % des suffrages exprimés (2 565 voix pour 5 710 votants et 17 011 inscrits),,.
Le 17 décembre 2021, le tribunal administratif d'Amiens annule l'élection après le recours du duo arrivé deuxième.
Le 17 mai 2022, le Conseil d’État confirme l'annulation du tribunal administratif d'Amiens,.

#### Élection partielle de septembre 2022
De nouvelles élections ont donc lieu les 18 et 25 septembre 2022, dont le second tour s'est conclut par l'élection du tandem sortant constitué du socialiste Jean-Louis Piot et de la communiste Guillemette Quiquempois, par 1 497 voix (58,16 % des suffrages exprimés), devançant largement le binôme constitué par Éric Guéant (UDI) et Isabelle Savariego (MoDem), qui a recueilli 41,84 % des suffrages exprimés
Lors de ce scrutin, marqué par une très importante abstention, seulement 15,25 % des électeurs ont voté.

## Composition
| Nom                            | Code Insee | Intercommunalité    | Superficie (km2) | Population (dernière pop. légale)                 | Densité (hab./km2) | Modifier                                    |
| ------------------------------ | ---------- | ------------------- | ---------------- | ------------------------------------------------- | ------------------ | ------------------------------------------- |
| Amiens (bureau centralisateur) | 80021      | CA Amiens Métropole | 49,76            | Fraction : 12 535 (2022) Commune : 134 780 (2022) | 2 709              | modifier les données · modifier les données |
| Blangy-Tronville               | 80107      | CA Amiens Métropole | 12,44            | 623 (2022)                                        | 50                 | modifier les données · modifier les données |
| Cachy                          | 80159      | CC du Val de Somme  | 6,11             | 285 (2022)                                        | 47                 | modifier les données · modifier les données |
| Gentelles                      | 80376      | CC du Val de Somme  | 5,57             | 633 (2022)                                        | 114                | modifier les données · modifier les données |
| Glisy                          | 80379      | CA Amiens Métropole | 5,55             | 851 (2022)                                        | 153                | modifier les données · modifier les données |
| Longueau                       | 80489      | CA Amiens Métropole | 3,42             | 5 726 (2022)                                      | 1 674              | modifier les données · modifier les données |
| Villers-Bretonneux             | 80799      | CC du Val de Somme  | 14,51            | 4 644 (2022)                                      | 320                | modifier les données · modifier les données |
| Canton d'Amiens-4              | 8009       |                     |                  | 25 297 (2022)                                     |                    | modifier les données                        |

Le canton d'Amiens-4 comprend :
1. six communes,
2. la partie de la commune d'Amiens située au sud et à l'est d'une ligne définie par l'axe des voies et limites suivantes : depuis la limite territoriale de la commune de Camon, rue Voyelle, rue de l'Agrappin, pont de la Solitude, ligne de chemin de fer, ligne droite dans le prolongement de la rue du Pinceau (exclue), rue Jules-Barni, rue de Cagny, rue du Chemin-Vert, rue Blaise-Pascal (incluse), rue Babeuf (incluse), allée des Coccinelles (exclue), rue de la 3e-Division-d'Infanterie (exclue), rue Descartes, rue Condorcet (square Choderlos-de-Laclos inclus), rue de Cagny, ligne tracée dans le prolongement de l'impasse André-Lurçat traversant la rue du Héron-Cendré à son intersection avec la rue Marcel-Paul et la rue du Bel-Air aux numéros 27 et 34 et son prolongement jusqu'à l'Avre et la limite territoriale de la commune de Cagny.

## Démographie
En 2022, le canton comptait 25 297 habitants, en évolution de −1,55 % par rapport à 2016 (Somme : −1,26 %, France hors Mayotte : +2,11 %).
| 2013   | 2018   | 2022   |
| ------ | ------ | ------ |
| 24 278 | 26 082 | 25 297 |